# Massacre de Kiryat Shmona
Le massacre de Kiryat Shmona est une attaque terroriste menée par trois membres du Front populaire de libération de la Palestine - Commandement général contre des civils à Kiryat Shmona, en Israël, pendant la fête juive de Pessah, le 11 avril 1974. Dix-huit personnes ont été tuées, dont huit enfants, et seize personnes ont été blessées.

## L'attentat
Kiryat Shmona est un petite ville israélienne près de la frontière israélo-libanaise,. Au petit matin du 11 avril 1974, trois membres du Front populaire de libération de la Palestine - Commandement général traversent la frontière du Liban vers Israël. Ils entrent d'abord dans l'école primaire Janusz Korczak, mais les salles de classe étant vides en raison de la fête juive de Pessah, les assaillants passent inaperçus pendant plus d’une heure. Ils entrent ensuite dans un immeuble et y tuent plusieurs résidents. Ils font de même dans un autre immeuble où ils se barricadent ensuite dans le dernier étage après avoir pris plusieurs otages. Ils affirment qu'ils les tueront à midi si leurs exigences (libération de Kōzō Okamoto et de cent fedayins) ne sont pas accomplies. Ce n'est qu'après plusieurs heures d'échanges de coups de feu que les soldats israéliens finissent par rentrer dans le bâtiment. Il reste alors peu de temps avant l'ultimatum. Selon les autorités israéliennes, c'est lors d'un échange de tirs avec des soldats israéliens que le sac à dos rempli d'explosifs d'un des assaillants explose, les tuant tous en même temps, tandis que le FPLP affirme qu'ils se sont fait exploser volontairement.
Dix-huit personnes ont été tuées, dont huit enfants. Deux des Israéliens tués étaient des soldats et les autres étaient des civils,. Seize personnes ont été blessés.

## Revendication
Le Front populaire de libération de la Palestine - Commandement général a revendiqué l'attaque dans un communiqué où il expose les demandes exigées.

## Réactions internationales
Le ministre israélien des Affaires étrangères, Abba Eban, a exprimé sa déception face à la réaction des médias égyptiens, après qu'Israël ait espéré que le traité de désengagement israélo-égyptien de 1974 signifiait « un nouveau vent de changement soufflant du Caire ».
François Mitterrand, candidat à la présidentielle, a adressé un télégramme de condoléances au Premier ministre israélien Golda Meir pour « l'agression criminelle qui a frappé une fois de plus des victimes civiles innocentes ». Plusieurs jours après les faits, le ministre des affaires étrangères Michel Jobert condamne aussi le massacre, mais affirme qu'il ne peut pas justifier des frappes punitives au Liban.

## Conséquences
Environ 40 % des habitants de la ville ont quitté la ville après le massacre. Le 13 avril, l'armée israélienne a menée des raids de représailles au Liban, quelques heures après l'enterrement des victimes.
En 2024, 50 ans après l’attaque, cet attentat a largement disparu de la mémoire israélienne. Dans le film A Haunted Home, les survivants interrogés par les réalisateurs expliquent le manque apparent d’intérêt pour la préservation de la mémoire de l’incident par le fait que les victimes étaient pour la plupart des Juifs Mizrahi pauvres qui vivaient dans un endroit isolé. Une autre raison est que les survivants sont trop traumatisés pour parler publiquement des événements. Les documentaristes estiment cependant, après avoir interrogé d'anciens militaires qui évoquent de nombreuses bévues, que cet oubli est surtout une volonté des autorités israéliennes. Elles n'auraient pas souhaité que la lente réaction de l'armée ne soient trop évoquée par les citoyens.

## Filmographie
- Robby Elmaliah, Lisa Peretz, A haunted home, 2023, 55 minutes.